# ماريان كوالسكي (سياسي)
ماريان كوالسكي هو سياسي بولندي، ولد في 15 أغسطس 1964 في لوبلين في بولندا. نشط حزبياً في Third Republic Movement ‏.